# Sellnickochthonius paraplanus
Sellnickochthonius paraplanus är en kvalsterart som först beskrevs av Wojciech Niedbała 1982.  Sellnickochthonius paraplanus ingår i släktet Sellnickochthonius och familjen Brachychthoniidae. Inga underarter finns listade i Catalogue of Life.